# Elvire de Lecce
Elvire de Lecce ou Marie Albine de Lecce, princesse de Tarente, est la fille de Tancrède de Lecce, comte de Lecce puis roi de Sicile, et de Sibylle d'Acerra. Elle épouse en premières noces Gautier III de Brienne afin qu'il puisse reconquérir les terres qu'elle avait héritées de ses parents.

## Biographie
Elvire est la fille de Tancrède de Lecce, comte de Lecce, membre illégitime de la famille royale, qui s'est emparé de la couronne de Sicile après la mort de son cousin Guillaume II en 1189, dépouillant ainsi sa tante Constance, héritière présumée en tant que parente légitime la plus proche de Guillaume II. Une guerre de succession éclate alors entre Tancrède et le mari de Constance, l'empereur Henri VI. Tancrède décède en 1194 et a comme successeur son fils Guillaume III de Sicile, frère d'Elvire, mais celui-ci est déposé par Henri VI puis torturé par les agents de l'empereur avant d'avoir les deux yeux crevés, d'être castré et de mourir peu de temps après.
Sibylle, la veuve de Tancrède, et ses filles, à qui Henri VI avais promis de laisser la principauté de Tarente et le comté de Lecce à titre d'indemnisation, sont rapidement arrêtées pour trahison puis emmenées en Allemagne et emprisonnées à l'abbaye de Hohenbourg. Mais elles arrivent à s'enfuir, à moins qu'elles aient été libérées à la suite d'une intervention papale,.
Ensuite, accompagnée de sa fille Elvire, Sibylle va plaider sa cause à Rome devant le pape, qui lui conseille d'aller chercher de l'aide auprès du roi de France. Les deux femmes sont alors reçues par le roi Philippe-Auguste qui convoque une grande assemblée à Melun lors de laquelle il évoque son souhait d'offrir son soutien à celui qui voudra les aider et choisi Gautier de Brienne pour cette mission, car il est vaillant chevalier et prou et de grand cuer, et bien apparenté. Après de longues hésitations, notamment à cause de sa promesse de croisade, Gautier finit par épouser Elvire avant mars 1200 à Melun devant le roi et sa cour.

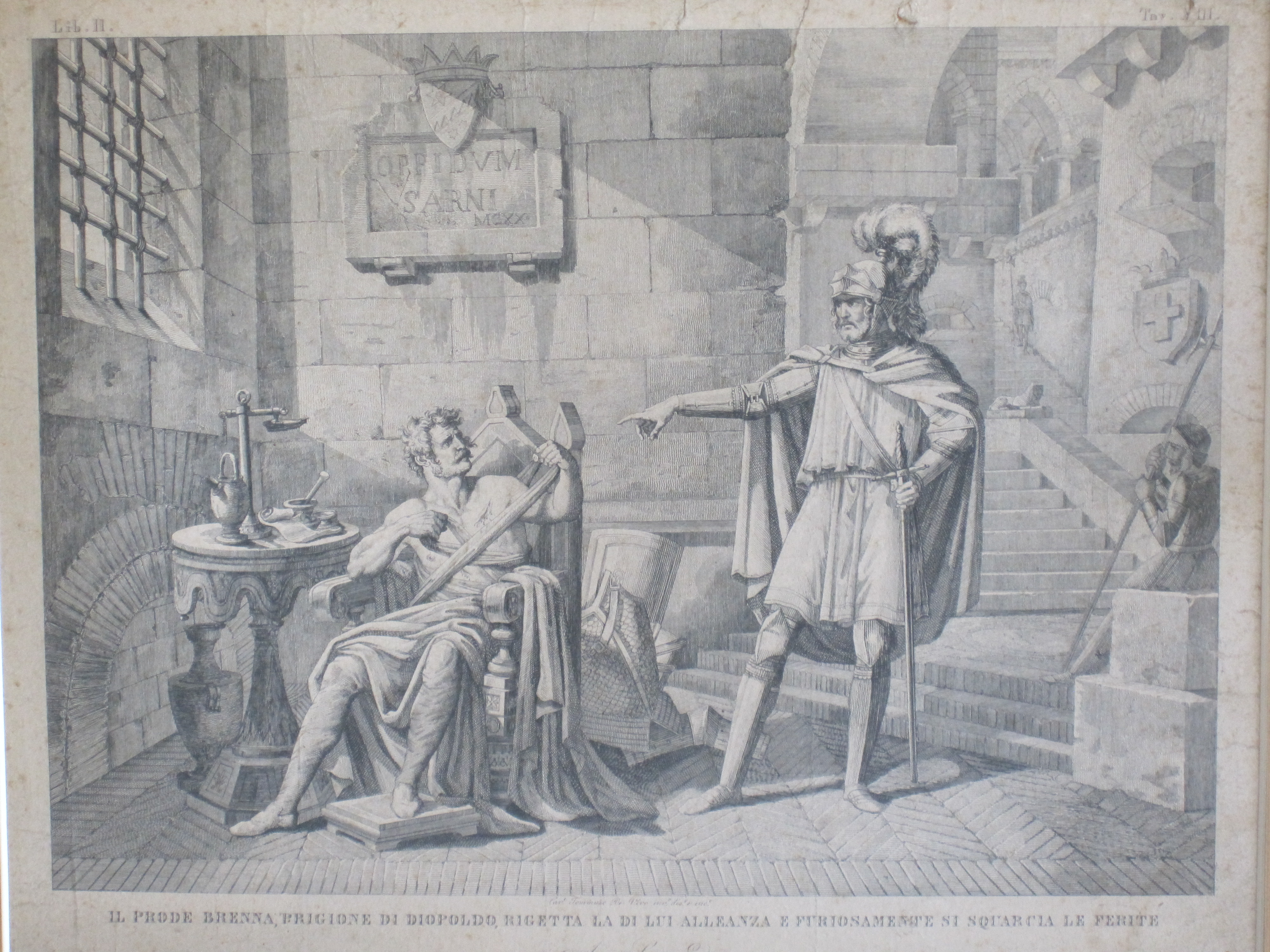
Gravure du XIXe siècle représentant Gautier III de Brienne qui arrache les bandages de ses blessures plutôt que d'accepter les propositions de Diépold d'Acerra.

Gautier et Elvire vont alors à Rome pour rencontrer le pape Innocent III qui les investit du comté de Lecce et de la principauté de Tarente qui avaient été auparavant promis par Henri VI. Puis Gautier lève une armée afin de conquérir l'Italie du Sud des mains de seigneurs de guerre allemands et de restaurer l'autorité du pape sur le royaume de Sicile. Mais après de nombreux succès, Gautier est finalement vaincu par Diépold d'Acerra en 1205.
Devenue veuve, Elvire souhaite épouser rapidement en secondes noces Giacomo di Sanseverino, comte de Tricario, mais ce dernier préfère attendre qu'Elvire ait accouché de l'enfant de Gautier. De nouveau veuve, elle épouse en troisièmes noces Guido Guerra, comte de Tigrino. Mais aucun de ces deux derniers époux ne continuera la conquête du royaume de Sicile. Veuve pour la troisième fois, elle revient vivre à Lecce et y meurt peu après 1216.

## Mariage et enfants

Blason de la Maison de Brienne.

Fin 1199 ou début 1200, elle épouse Gautier III, fils d'Érard II, comte de Brienne, et d'Agnès de Nevers, dont elle a un enfant unique : Gautier IV de Brienne, né posthume, qui succède à son père.
Certains historiens lui prêtent également une fille aînée prénommée Marguerite de Brienne, qui aurait épousé Balian de Grenier, comte de Sidon, mais celui-ci aurait plutôt épousé une fille d'Arnoul de Reynel, seigneur de Pierrefite, et d'Ida de Brienne, sœur de Gautier III de Brienne.
Devenue veuve en 1205, Elle épouse rapidement en secondes noces Giacomo di Sanseverino, comte de Tricario, même si ce dernier préfère attendre qu'Elvire ait mis au monde l'enfant de Gautier, et dont elle a deux autres enfants :
- Simon di Sanseverino ;
- Adalita di Sanseverino.

De nouveau veuve, elle épouse en troisièmes noces Guido Guerra, comte de Tigrino. Veuve pour la troisième fois, elle revient vivre à Lecce et y meurt peu après 1216.